# Dickson County
Dickson County ist ein County im Bundesstaat Tennessee der Vereinigten Staaten. Das U.S. Census Bureau hat bei der Volkszählung 2020 eine Einwohnerzahl von 54.315 ermittelt. Der Verwaltungssitz (County Seat) ist Charlotte.

## Geographie
Das County liegt nordwestlich des geographischen Zentrums von Tennessee, ist im Norden etwa 50 km von Kentucky entfernt und hat eine Fläche von 1272 Quadratkilometern, wovon 4 Quadratkilometer Wasserfläche sind. Es grenzt im Uhrzeigersinn an folgende Countys: Montgomery County, Cheatham County, Williamson County, Hickman County, Humphreys County und Houston County.

## Geschichte
Dickson County wurde am 25. Oktober 1803 aus Teilen des Montgomery County und des Robertson County gebildet. Benannt wurde es nach William Dickson, einem Freund von Präsident Jackson, Arzt, Mitglied im US-Kongress, Speaker des Repräsentantenhauses von Tennessee und von 1806 bis 1816 Vorstandsmitglied der University of Nashville.

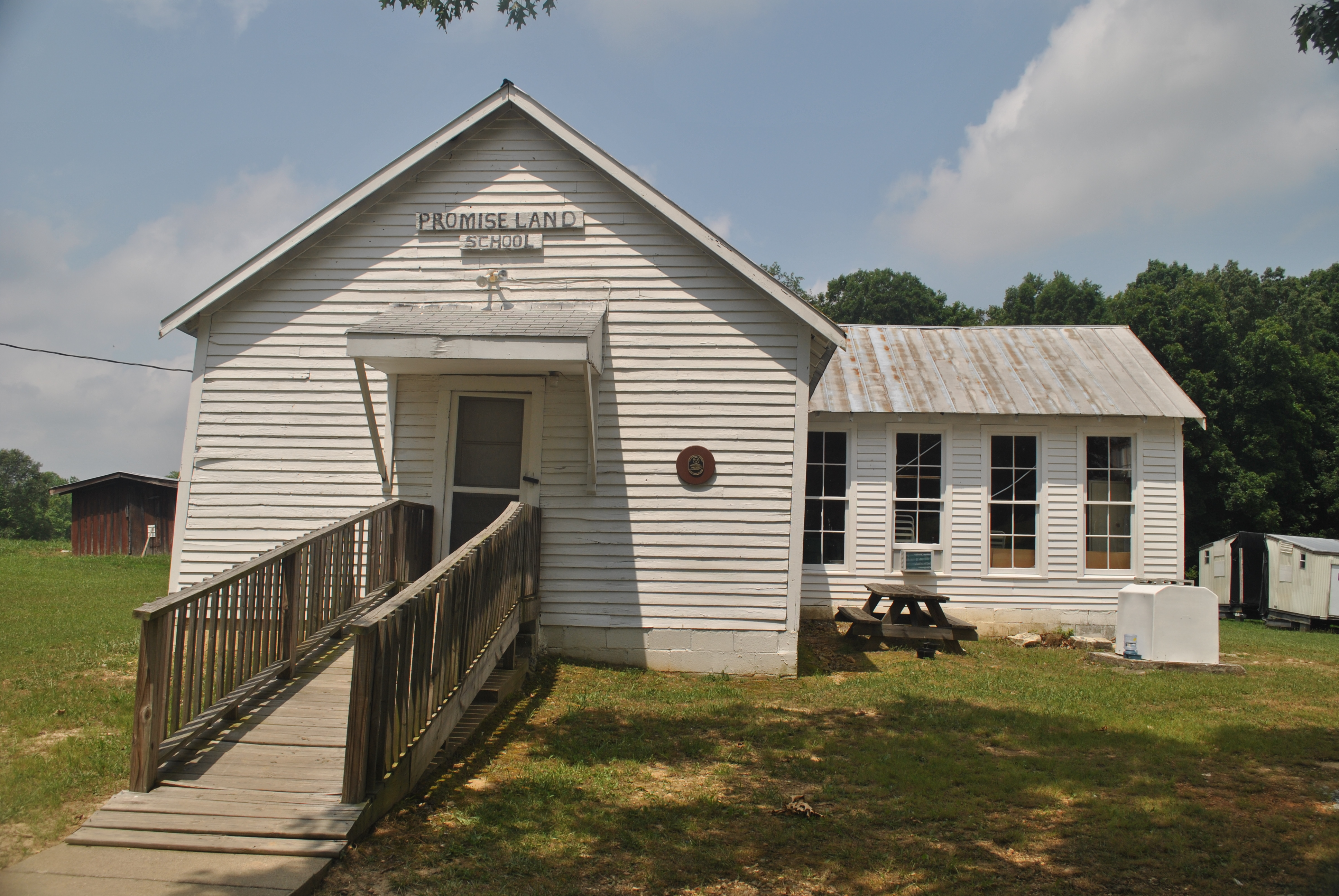
Die Promise Land School ist einer von 22 Einträgen des Countys im NRHP.

22 Bauwerke und Stätten des Countys sind im National Register of Historic Places (NRHP) eingetragen (Stand 13. August 2018).

## Demografische Daten

Alterspyramide Dickson County

Nach der Volkszählung im Jahr 2000 lebten im Dickson County 43.156 Menschen in 16.473 Haushalten und 12.173 Familien. Die Bevölkerungsdichte betrug 34 Einwohner pro Quadratkilometer. Ethnisch betrachtet setzte sich die Bevölkerung zusammen aus 93,25 Prozent Weißen, 4,58 Prozent Afroamerikanern, 0,40 Prozent amerikanischen Ureinwohnern, 0,27 Prozent Asiaten, 0,01 Prozent Bewohnern aus dem pazifischen Inselraum und 0,47 Prozent aus anderen ethnischen Gruppen; 1,01 Prozent stammten von zwei oder mehr Ethnien ab. 1,12 Prozent der Bevölkerung waren spanischer oder lateinamerikanischer Abstammung.
Von den 16.473 Haushalten hatten 35,6 Prozent Kinder und Jugendliche unter 18 Jahre, die bei ihnen lebten. 58,3 Prozent waren verheiratete, zusammenlebende Paare, 11,5 Prozent waren allein erziehende Mütter und 26,1 Prozent waren keine Familien. 22,3 Prozent waren Singlehaushalte und in 8,9 Prozent lebten Personen im Alter von 65 Jahren oder darüber. Die Durchschnittshaushaltsgröße betrug 2,59 und die durchschnittliche Haushaltsgröße betrug 3,02 Personen.
26,6 Prozent der Bevölkerung waren unter 18 Jahre alt, 8,1 Prozent zwischen 18 und 24, 30,7 Prozent zwischen 25 und 44, 22,9 Prozent zwischen 45 und 64 und 11,7 Prozent waren älter als 65. Das Durchschnittsalter betrug 36 Jahre. Auf 100 weibliche Personen kamen statistisch 96,2 männliche Personen und auf 100 Frauen im Alter von 18 Jahren und darüber kamen 92,9 Männer.
Das jährliche Durchschnittseinkommen eines Haushalts betrug 39.056 USD, das Durchschnittseinkommen der Familien betrug 45.575 USD. Männer hatten ein Durchschnittseinkommen von 32.252 USD, Frauen 23.686 USD. Das Prokopfeinkommen betrug 18.043 USD. 8,1 Prozent der Familien und 10,2 Prozent der Einwohner lebten unterhalb der Armutsgrenze.